# Morale (EP)
Albums de Roméo Elvis
Famille nombreuse
(2014) Morale 2
(2017)
Morale est le troisième EP du rappeur belge Roméo Elvis et du producteur Le Motel, sorti le 28 février 2016,,.

## Liste des pistes
| No  | Titre                                                         | Durée |
| --- | ------------------------------------------------------------- | ----- |
| 1.  | Intro                                                         | 2:24  |
| 2.  | Copain (feat. Swing)                                          | 2:58  |
| 3.  | Poliss massa (feat. Primero, Tessa Dixson et Halibab matador) | 3:36  |
| 4.  | Assurance (feat. Yellowstraps)                                | 4:49  |
| 5.  | Intwodouckcheun                                               | 2:02  |
| 6.  | La voiture, Part I                                            | 3:16  |
| 7.  | La valise, Part II                                            | 3:41  |
| 8.  | Tu sais?                                                      | 1:28  |
| 9.  | Des bulles (feat. Primero)                                    | 3:36  |
| 10. | Morale                                                        | 3:43  |
| 11. | 2013                                                          | 6:46  |

## Classement hebdomadaire
| Classement (2017)            | Meilleure position |
| ---------------------------- | ------------------ |
| Belgique (Wallonie Ultratop) | 57                 |